# David Moretti
David Moretti (ur. 3 września 1981 r. w Cranston) – amerykański aktor filmowy i telewizyjny, urodzony w Cranston w stanie Rhode Island.
W 2002 roku został absolwentem University of Southern California, gdzie studiował język angielski. Przynależał do bractwa studenckiego o nazwie Delta Chi (ΔΧ). Tuż przed uzyskaniem świadectw, jeden z członków bractwa odkrył profil Morettiego na popularnym internetowym serwisie randkowym dla homoseksualistów, outując go przed resztą jako geja.
Po udziale w charakterze aktora epizodycznego w kilku filmach, zaoferowano mu rolę Thoma, reportera, który odkrywa gejowsko-wampiryczny kult, w serialu LGBT The Lair, emitowany na stacji here!. Zdecydowawszy się przyjąć rolę jawnego homoseksualisty, Moretti dokonał także coming outu w swojej profesjonalnej karierze: Widzicie wszystkich tych zamkniętych w sobie aktorów, którzy czują mentalną udrękę i wewnętrzne borykanie się ze sobą, i zaczynacie im współczuć. Właśnie dlatego deklaruję się na początku, ponieważ nie chcę zostać wyoutowany. Nie chcę składać w ofierze swojego życia osobistego. Chcę pojawić się na czerwonym dywanie ze swoim partnerem (...). Do końca 2008 roku stacja here! wyemitowała piętnaście odcinków The Lair z udziałem Morettiego. Rolę Thoma aktor powtórzył w innym gejowskim serialu here!: Hotelu Dantego, prekursorze The Lair. Wystąpił też w jednej z ról w filmie Davida DeCoteau Devil is a Woman.

## Filmografia
- 1999: Prawa młodości (Outside Providence) jako student
- 2004: W rękach wroga (In Enemy Hands) jako niemiecki żołnierz
- 2004: Arizona jako Jared
- 2005: Interviewing Norman jako Isaac
- 2007: Manje'  jako Ray
- 2007: Hotel Dante (Dante's Cove) jako Tom
- 2007-2008: The Lair jako Thom
- 2008: Murder.com jako Roger
- 2008: Playing with Fire jako reżyser
- 2009: Devil is a Woman jako dyrektor
- 2012: Scrooge & Marley jako Bob Cratchit